# Stefan Pfaffe
Stefan Pfaffe (ur. 22 października 1979 w Erfurcie) – niemiecki VJ, technik odpowiedzialny za wizualizację koncertów niemieckiego zespołu Kraftwerk, wykonującego muzykę elektroniczną. Podczas trasy koncertowej grupy w 2008 roku zastąpił on Floriana Schneidera, który postanowił w tym czasie poświęcić się innym projektom, a 21 listopada tego samego roku odszedł z zespołu.